# Pass Christian
Pass Christian ist eine Stadt innerhalb des Harrison County, Mississippi in den Vereinigten Staaten. Das U.S. Census Bureau hat bei der Volkszählung 2020 eine Einwohnerzahl von 5686 ermittelt.
Pass Christian ist Teil der Metropolregion Gulfport–Biloxi–Pascagoula und ist eine Küstenstadt und ein Ferienort.

## Geschichte
Pass Christian wurde 1699 von französischen Entdeckern entdeckt, kurz nachdem die erste französische Kolonie in Biloxi gegründet worden war. Im Juni 1699, während sie den Kanal an der Pass-Christian-Halbinsel sondierten, nannten die Franzosen diesen Kanal Passe aux Huîtres nach den vielen Austern, die sie dort fanden. Pass Christian wurde nach einem nahe gelegenen Tiefwasserpass benannt, der wiederum nach Nicholas Christian L'Adnier benannt wurde, der ab 1746 auf der nahe gelegenen Cat Island lebte. Pass Christian wurde im Jahr 1848 offiziell als Stadt gegründet. Die Stadt war vor dem amerikanischen Bürgerkrieg ein berühmter Urlaubsort. Wegen seines Strandes und der Sommerhäuser der Wohlhabenden von New Orleans, die eine Reihe historischer Villen entlang der Küstenlinie bauten, war es ein beliebter Ort.
Am 17. August 1969 wurde die Stadt von Hurrikan Camille verwüstet. Der Hurrikan mit einer Windgeschwindigkeit von 280 Kilometer pro Stunde und einer 7,5 Meter hohen Flut zerstörte e viele Gebäude.
Am 29. August 2005 wurde Pass Christian durch den Hurrikan Katrina fast vollständig zerstört. Von den etwa 8000 Häusern in Pass Christian wurden alle bis auf 500 beschädigt oder zerstört. Obwohl der Scenic Drive am Strand entlang einer kleinen Steilküste verläuft, die ihm eine gewisse Höhe verleiht, wurden die meisten der historischen Villen entlang der Straße schwer beschädigt und viele sogar komplett zerstört. Die Stadt wurde danach wieder aufgebaut und hat inzwischen ihr Prä-Katrina-Niveau wieder erreicht.

## Klima
Die Stadt wird als mit einem subtropischen Klima klassifiziert. Dies bedeutet eine heiße, feuchte Monsunzeit, die im späten Frühjahr beginnt und im Frühherbst endet, mit häufigen Nachmittags- und Abendgewittern mit sintflutartigen Regengüssen, wobei die Gewitter in der Regel nicht lange andauern, aber stark oder sogar heftig sein können. Das Gebiet ist auch anfällig für tropische Wirbelstürme und Hurrikane.

## Demografie
Nach der Schätzung von 2019 lebten in Pass Christian 6307 Menschen. Die Bevölkerung teilte sich im selben Jahr auf in 63,0 % Weiße, 23,9 % Afroamerikaner, 0,3 % amerikanische Ureinwohner, 4,9 % Asiaten und 7,9 % mit zwei oder mehr Ethnizitäten. Hispanics oder Latinos aller Ethnien machten 4,7 % der Bevölkerung aus. Das mittlere Haushaltseinkommen lag bei 47.599 US-Dollar und die Armutsquote bei 24,2 %.

## Persönlichkeiten
- James Albert Harrison (1848–1911), Literaturwissenschaftler
- Constance Titus (1873–1967), Ruderer
- Captain John Handy (1900–1971), Jazzmusiker